# 勤医協札幌看護専門学校
勤医協札幌看護専門学校（きんいきょうさっぽろかんごせんもんがっこう）とは、公益社団法人北海道勤労者医療協会が北海道札幌市東区伏古に設置する3年制の看護専門学校。

## 沿革
(この節の出典)
- 1949年(昭和24年) - 北海道勤労者医療協会創設
- 1960年(昭和35年)- 勤医協准看護婦学院　開校
- 1979年(昭和54年) - 勤医協准看護婦学院を閉校し、勤医協札幌看護専門学校を開設（全日制2年課程 - 看護第2科）
- 1983年(昭和58年) - 現校舎完成
- 1984年(昭和59年) - 3年課程（看護第1科）を開設
- 2001年(平成13年) - 看護第2科閉科
- 2010年(平成22年) - 勤医協札幌看護専門学校創立50周年
- 2014年(平成26年) - 社会人入試を開始[2]

## 学科
- 専門課程 看護学科 3年課程

## 実習施設
- 勤医協中央病院：実習科目（基礎看護学実習、成人看護学実習、老年看護学実習、統合実習）
- 勤医協札幌病院：実習科目（成人看護学実習、老年看護学実習、小児看護学実習、母性看護学実習、統合実習）
- 勤医協札幌西区病院：実習科目（基礎看護学実習、成人看護学実習、老年看護　学実習、統合実習)
- 勤医協在宅訪問介護ステーション：実習科目（在宅看護論実習）

## 取得できる資格・免許状
- 専門士（医療専門課程）の称号[3]
- 看護師 国家試験受験資格
- 保健師・助産師学校受験資格
- 四年制大学編入学受験資格

## 交通アクセス
- 北34条駅または新道東駅より北海道中央バス（東78）乗車、「伏古10条2丁目」停留所下車